# تپه گرکه کوزه
تپه گرکه کوزه مربوط به سدهٔ ۸–۶ ه.ق است و در شهرستان ارومیه، بخش سیلوانه، دهستان دشت، روستای دربند واقع شده و این اثر در تاریخ ۲۵ آبان ۱۳۸۷ با شمارهٔ ثبت ۲۳۵۵۰ به‌عنوان یکی از آثار ملی ایران به ثبت رسیده است.